# Tarator
|  | Per a altres significats, vegeu «tarator (salsa)». |

El tarator és una sopa freda típica de la gastronomia dels Balcans, feta a base de iogurt cremós búlgar, cogombre, all, aigua, anet, que s'amaneix amb oli d'oliva i condiments, i es pren com a aperitiu. A Albània i Bulgària se sol servir en un bol com a refresc, per ajudar a passar els dies d'estiu calorosos. La composició s'assembla, tot i que més líquida, al meze turc cacık i a la salsa grega tzatziki. Se'n fa igualment una de més cremosa, el tarator sec, que es fa servir com a salsa de sucar.